# Hamiltonian
Hamiltonian (funkcja Hamiltona) – funkcja współrzędnych uogólnionych i pędów uogólnionych, opisująca układ fizyczny w sformułowaniu Hamiltona teorii fizycznych
{\displaystyle H=H\left(q_{1},\dots ,q_{N},p_{1},\dots ,p_{N},t\right),}
gdzie:
{\displaystyle q_{j}} – współrzędne uogólnione,
{\displaystyle p_{j}} – pędy uogólnione (zdefiniowano je niżej),
{\displaystyle N} – liczba stopni swobody,
{\displaystyle t} – czas.
Hamiltonian wykorzystuje się m.in. do zapisania równań Hamiltona i równania Hamiltona-Jacobiego.
Dla układu hamiltonowskiego hamiltonian jest całką pierwszą.
W mechanice kwantowej odpowiednikiem funkcji Hamiltona jest operator Hamiltona.

## Metody otrzymywania funkcji Hamiltona
Funkcję Hamiltona otrzymuje się,
- z wyrażenia na energię całkowitą układu,
- z funkcji Lagrange’a (za pomocą tzw. transformacji Legendre’a),

przy czym należy zastąpić prędkości występujące w wyrażeniach na energię czy funkcję Lagrange’a za pomocą pędów.

## Wyznaczanie funkcji Hamiltona z energii układu
Funkcję Hamiltona można otrzymać znając wzór na energię całkowitą układu, przy czym prędkości wyraża się za pomocą pędów.

### Punkt materialny
(1) Jeżeli cząstka o masie {\displaystyle m} porusza się z prędkością nierelatywistyczną w potencjale {\displaystyle V,} to energia całkowita cząstki jest sumą energii kinetycznej i potencjalnej w postaci
{\displaystyle E={\frac {m\mathbf {v} ^{2}}{2}}+V(\mathbf {q} ).}
Ponieważ {\displaystyle \mathbf {v} ={\frac {\mathbf {p} }{m}},} to funkcja Hamiltona przyjmuje postać:
{\displaystyle {\mathcal {H}}(t,\mathbf {q} ,\mathbf {p} )={\frac {\mathbf {p} ^{2}}{2\,m}}+V(\mathbf {q} ).}
(2) Dla cząstki relatywistycznej, swobodnej (tj. nie oddziałującej z żadnym polem potencjału) związek między energią i pędem ma postać
{\displaystyle E={\sqrt {m^{2}\,c^{4}+\mathbf {p} ^{2}\,c^{2}}}.}
Stąd funkcja Hamiltona ma postać
{\displaystyle {\mathcal {H}}(t,\mathbf {q} ,\mathbf {p} )={\sqrt {m^{2}\,c^{4}+\mathbf {p} ^{2}\,c^{2}}}.}

### Oscylator harmoniczny
Energia całkowita oscylatora harmonicznego poruszającego się w kierunku {\displaystyle x} ma postać
{\displaystyle E={\frac {mv^{2}}{2}}+{\frac {m}{2}}\omega _{0}^{2}x^{2}.}
Stąd funkcja Hamiltona ma postać
{\displaystyle {\mathcal {H}}(x,p)={\frac {p^{2}}{2m}}+{\frac {m}{2}}\omega _{0}^{2}x^{2}.}

## Wyznaczanie funkcji Hamiltona z funkcji Lagrange’a
Funkcję Hamiltona można otrzymać z funkcji Lagrange’a
{\displaystyle {\mathcal {L}}={\mathcal {L}}(q_{1},\dots ,q_{N},{\dot {q}}_{1},\dots ,{\dot {q}}_{N},t),}
gdzie:
{\displaystyle q_{j}} – współrzędna uogólniona,
{\displaystyle {\dot {q}}_{j}} – prędkość uogólniona,
{\displaystyle t} – czas.
Dla każdej prędkości uogólnionej {\displaystyle {\dot {q}}_{j}} wyznacza się odpowiadający jej pęd uogólniony {\displaystyle p_{j}}(tzw. pęd kanonicznie sprzężony), zdefiniowany jako pochodna funkcji Lagrange’a po prędkości uogólnionej {\displaystyle {\dot {q}}_{j}}
{\displaystyle p_{j}={\frac {\partial {\mathcal {L}}}{\partial {\dot {q}}_{j}}}.}
Hamiltonian można znaleźć teraz z funkcji Lagrange’a za pomocą tzw. transformacji Legendre’a
{\displaystyle H\left(q_{1},\dots ,q_{N},p_{1},\dots ,p_{N},t\right)=\sum _{i}{\dot {q}}_{i}p_{i}-L(q_{1},\dots ,q_{N},{\dot {q}}_{1},\dots ,{\dot {q}}_{N},t),}
przy czym konieczne jest wyrażenie prędkości uogólnionych występujących w funkcji Lagrange’a przez pędy uogólnione, gdyż funkcja Hamiltona musi być zapisana jako funkcja pędów uogólnionych. Nie dla wszystkich układów taka transformacja jest możliwa.

### Przykłady pędów uogólnionych
- W przypadku współrzędnych kartezjańskich pędy uogólnione są zwykłymi pędami.
- We współrzędnych walcowych jako jedną ze współrzędnych uogólnionych cząstki przyjmuje się kąt; wtedy prędkość uogólniona jest prędkością kątową, a pęd uogólniony – obliczany jako pochodna funkcji Lagrange’a po prędkości kątowej – okazuje się być momentem pędu cząstki.
- W ogólnym przypadku pędy uogólnione mogą nie mieć prostej interpretacji fizycznej, co wynika z dowolności wyboru współrzędnych uogólnionych.